# Orient (film)
Orient är en norsk dokumentärfilm i färg från 1960 i regi av Arne Hverven. Filmen skildrar Asien och spelades in på Bali, Egypten, Israel, Jordanien, Kashmir och Taj Mahal i Indien samt i Pakistan. Filmen kommenterades av Jan Frydenlund och Sigurd Tønsberg och hade premiär den 22 februari 1960 i Norge.